# ノラ・トゥーミー
ノラ・トゥーミー（Nora Twomey、1971年10月31日 - ) は、アイルランド人のアニメーター、映画監督、脚本家、プロデューサー、声優で、アイルランドのキルケニーを拠点とするアニメーション制作会社、カートゥーン・サルーンの一員。『ブレンダンとケルズの秘密』を共同監督し、『生きのびるために』の監督を務めた。作品は両方ともアカデミー賞長編アニメ映画賞にノミネートされている。トゥーミーは映画芸術科学アカデミーのメンバーである。

## 参加作品

### 長編映画
- The 3 Wise Men（2003年、作画監督・エフェクト作画）
- ブレンダンとケルズの秘密（2009年、共同監督）
- ソング・オブ・ザ・シー 海のうた（2014年、ヘッド・オブ・ストーリー、録音監督）
- 生きのびるために（2017年、監督・コンセプトデザイン）

### 短編映画
- From Darkness（2002年、監督・プロデューサー・アートディレクター・キャラクターデザイン・レイアウト・作画・制作進行）
- Cúilín Dualach（2004年、監督・脚本・作画・撮影・制作進行）
- Old Fangs（2009年、スペシャルサンクス）

### テレビアニメ
- ウーナとババの島（2015年- 、クリエイティブプロデューサー）

### WEBアニメ
- エターナル・エディ（2015年、プロデューサー）